# Serge Chiesa
Serge Chiesa (født 25. december 1950 i Casablanca, Fransk Marokko) er en fransk tidligere fodboldspiller (offensiv midtbane).
Chiesa spillede hele 14 år hos Olympique Lyon i den franske liga. Her var han i 1973 med til at vinde både pokalturneringen Coupe de France og landets Super Cup, Trophée des Champions.
Senere i karrieren spillede han for US Orléans og Clermont Foot.
Chiesa spillede desuden 12 kampe for det franske landshold, hvori han scorede tre mål. Hans første landskamp var en VM-kvalifikationskamp 10. september 1969 mod Norge, hans sidste en venskabskamp 27. april 1974 mod Tjekkoslovakiet.

## Titler
Coupe de France
- 1973 med Olympique Lyon

Trophée des Champions
- 1973 med Olympique Lyon